# Charles Van Nueten
 (mars 2021).
Si vous disposez d'ouvrages ou d'articles de référence ou si vous connaissez des sites web de qualité traitant du thème abordé ici, merci de compléter l'article en donnant les références utiles à sa vérifiabilité et en les liant à la section « Notes et références ».
Charles Van Nueten est un architecte belge né à Saint-Josse-ten-Noode (Bruxelles) le 4 juin 1899 et décédé à Bruxelles le 16 avril 1989.

## Éléments biographiques
Architecte moderniste, Charles Van Nueten laisse une œuvre diversifiée. Diplômé de l’Académie de Bruxelles (cours d’architecture et de peinture) en 1921, il enseigne pendant 30 ans à l’Institut des arts décoratifs de La Cambre.  Il participe à de nombreux concours publics d’architecture dans la capitale (I.N.R., Mont des Arts, agrandissement du Théâtre de la Monnaie) et collabore à de nombreuses revues d’architecture (Bâtir, l’Émulation, la Cité).  Membre des CIAM (Conférences internationales d'architecture moderne) depuis l’entre-deux-guerres, il succède à Victor Bourgeois à la présidence de la Société belge des architectes et urbanistes modernistes en 1939.
Charles Van Nueten exerça également comme peintre avec diverses techniques variées comme l'huile et l'aquarelle.
Plusieurs expositions lui ont aussi été consacrées.
Les sujets principaux restent, pour la grande majorité, les paysages marins des côtes du Nord de la Belgique.
C'est à son atelier situé dans la maison familiale d'Ostdunkerque en Belgique qu'il a peint la grande majorité de ses œuvres.

## Réalisations
Première période liée à l’école d’Amsterdam

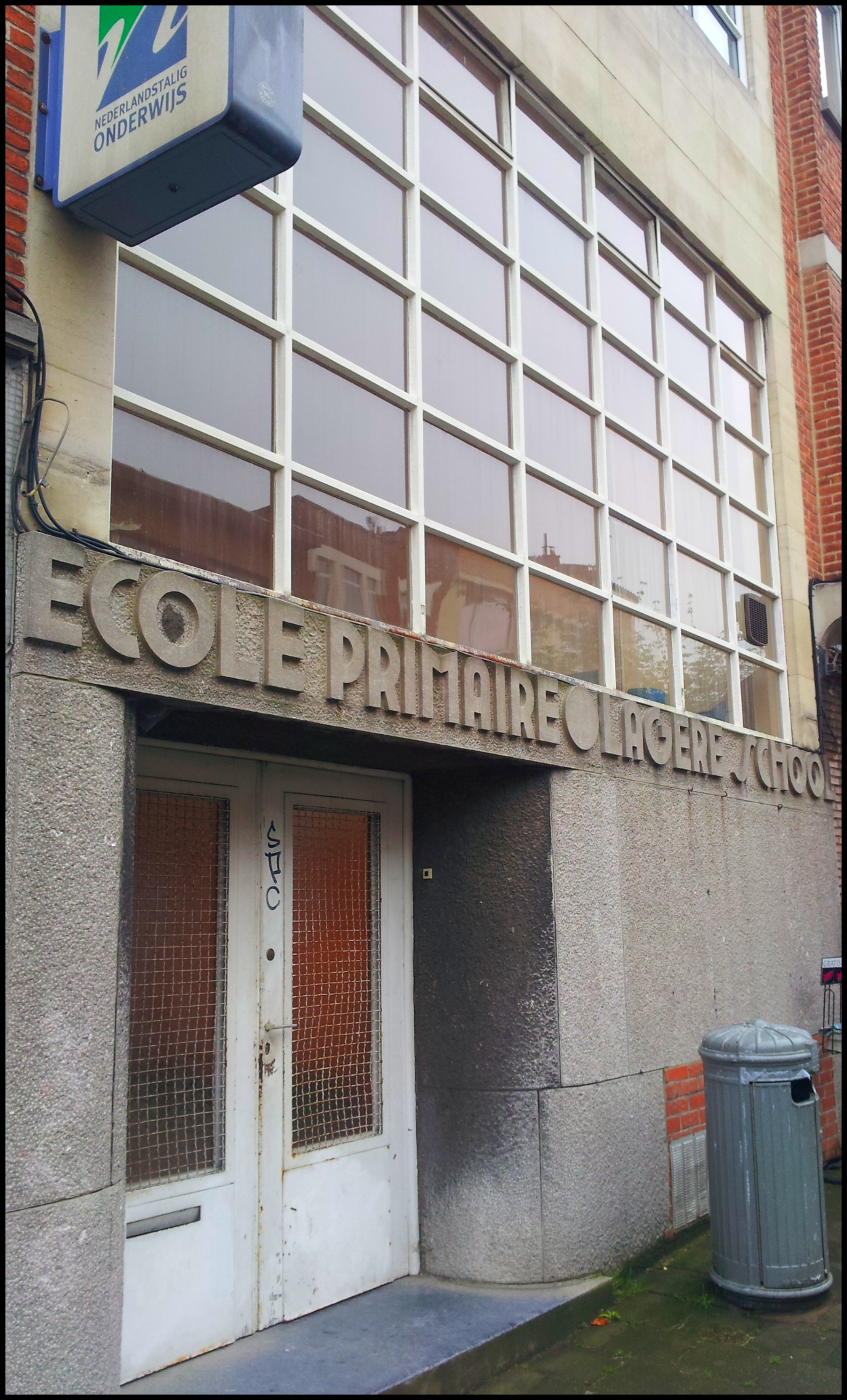
Ecole primaire de Dieleghem,rue Eugène De Smet,9 à Jette

- École rue de l’Abondance à Saint-Josse-ten-Noode (1928)
- Maison personnelle avenue Marie-José, 6 à Woluwe-Saint-Lambert (1928)
- Maison Gennin, avenue Coghen à Uccle (1929)

Sous l’influence de Le Corbusier, il construit ensuite des maisons en béton
- Maison rue du Mont Saint-Alban (1930)
- Maison avenue Marie-José, 8 à Woluwe-Saint-Lambert (1931)
- Planétarium et pavillon Impérial Product au Heysel (exposition universelle de 1935)
- Maison avenue Père Damien (1936)
- La piscine du domaine de Hofstade (1938)[2]
- École primaire de Dieleghem,rue Eugène De Smet,9 à Jette (1936)

Après la Seconde Guerre mondiale
- Restauration d’un immeuble de bureaux de style art déco à tour d’angle rue Royale, 284 (1950), construit par Jos Duijnstee (1936)
- Reconstruction du Cirque Royal de Bruxelles (1953)
- Complexes de logements sociaux pour le Foyer Bruxellois : rue Haute (1952-1963), quartier des Brigittines (1966-1971)
- Complexe de logements sociaux pour l'Habitation Moderne (Woluwe-Saint-Lambert) : Mont Saint-Lambert, chaussée de Stockel (1968), tour de 16 étages entourée par trois immeubles à coursives et comprenant 99 logements, une conciergerie, une crèche et une bibliothèque.
- Athénée royal de Ganshoren, (Ganshoren) Avenue Marie de Hongrie 60